# Wierzby
Wierzby (niem. Heinrichswalde) – część wsi Grodzisko w Polsce, położona w województwie warmińsko-mazurskim, w powiecie gołdapskim, w gminie Banie Mazurskie.
W latach 1975–1998 Wierzby były położone w województwie suwalskim.

## Nazwa
28 marca 1949 r. ustalono urzędową polską nazwę miejscowości – Wierzby, określając drugi przypadek jako Wierzb, a przymiotnik – wierzbski.